# Malhostovické kopečky
Malhostovické kopečky jsou přírodní památka  u obce Malhostovice v okrese Brno-venkov. Zřízena byla 1. července 2015 na území dřívějších přírodních památek Malhostovická pecka a Drásovský kopeček, které byly k tomuto dni zrušeny. Chráněné území je v péči Krajského úřadu Jihomoravského kraje. Přírodní památka Malhostovecké kopečky je zároveň zařazena na seznam evropsky významných lokalit.

## Geografie a geologie
Přírodní památka se nachází v Tišnovské kotlině. Část chráněného území, zvaná Malhostovická pecka, která byla původně samostatnou přírodní památkou, leží v nadmořské výšce 300 až 332,3 metrů zhruba 500 metrů jihozápadně od obce Malhostovice. Jedná se o izolovanou vyvýšeninu s opuštěným kamenolomem. Malhostovická pecka je tvořena vilémovickými vápenci macošského souvrství (střední devon). Na lokalitě lze nalézt ukázky fauny korálových útesů.
Nedaleký Drásovský kopeček je ostrůvek devonského vápence, jehož nejvyšší bod dosahuje 322,3 metru. Leží o přibližně 100 až 150 metrů jižněji od Malhostovické pecky. Dominují mu dva výrazné skalní útvary – na severu to je výrazná „Branka“, v jižní části se pak nachází skupina škrapových balvanů, které se místně přezdívá „Zkamenělá svatba“ . Vápencový útvar (tzv. mendip) je obklopen vápnitými jíly a kvartérními sprašemi.

## Předmět ochrany

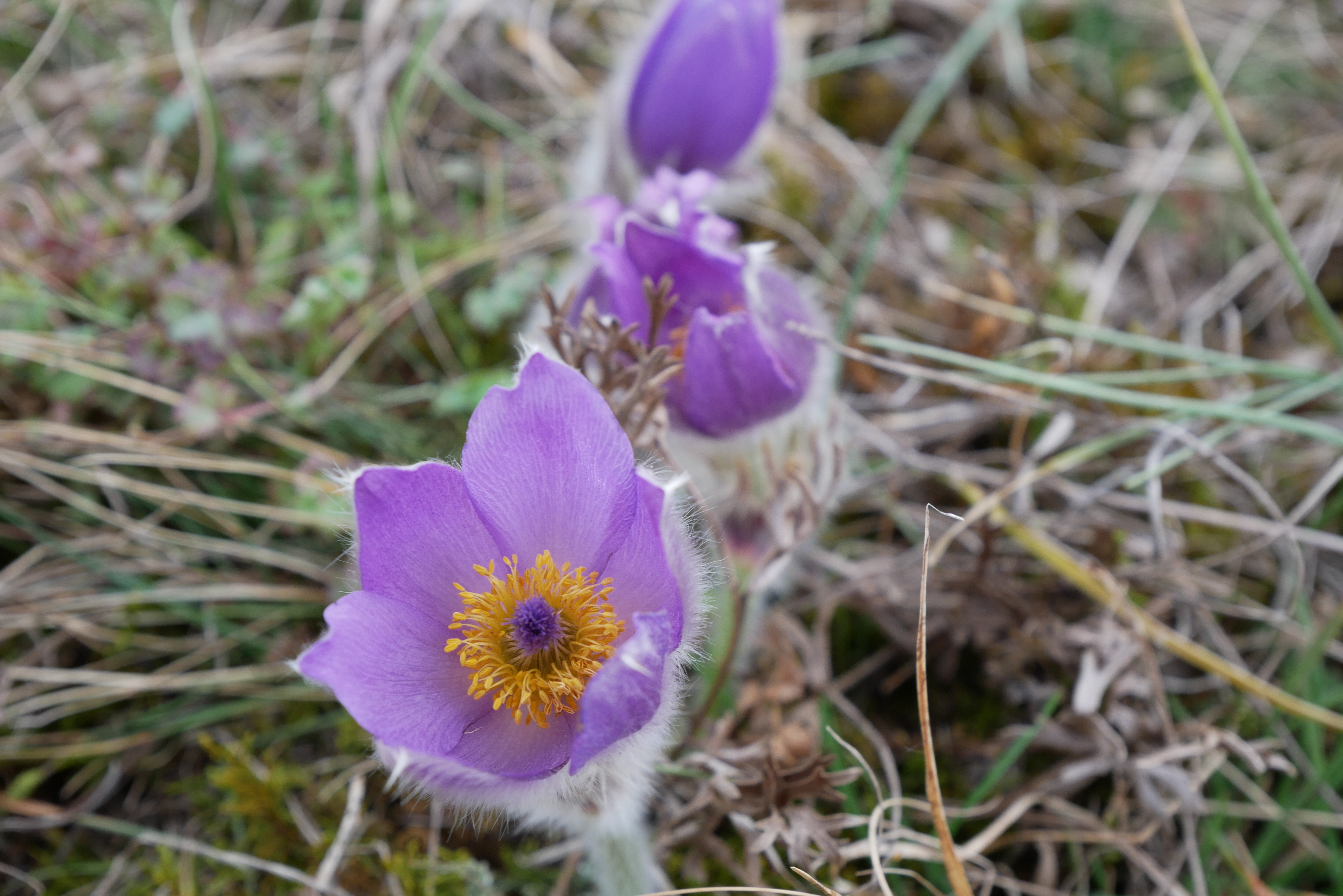
Rozkvetlé koniklece v chráněném území na konci března

Důvodem ochrany je zachování geomorfologicky významného vápencového útvaru a skalních stepí s trávníky a křovinami na vápnitých podložích. Na lokalitě se hojně vyskytují vzácné a ohrožené druhy rostlin a živočichů, zejména chráněný koniklec velkokvětý (Pulsatilla grandis). Za pozornost stojí též bohatý výskyt mechorostů.

### Flóra
Na území přírodní památky Malhostovické kopečky se vyskytují tři zvláště chráněné druhy rostlin. Kromě silně ohroženého koniklece velkokvětého to je ohrožený lomikámen trojprstý (Saxifraga tridactylites) a další silně ohrožený druh - modřenec hroznatý (Muscari neglectum). Kromě toho zde roste dalších šest ohrožených druhů, zapsaných na Červeném seznamu vyšších rostlin České republiky: zvonek klubkatý (Campanula glomerata), jestřábník štětinatý (Hieracium rothianum), mahalebka obecná (Prunus mahaleb), modřenec chocholatý (Muscari comosum), žluťucha menší (Thalictrum minus) a rozrazil rozprostřený (Veronica prostrata).

### Fauna
Na chráněném území se lze setkat s modráskem rozchodníkovým (Scolitantides orion), zapsaným na Červeném seznamu bezobratlých ČR, a také s kudlankou nábožnou (Mantis religiosa). Na lokalitě hnízdí ťuhýk obecný (Lanius collurio) a žije zde slepýš křehký (Anguis fragilis) a ještěrka obecná (Lacerta agilis).

## Pověst
K Drásovskému kopečku se váže pověst o Zkamenělé svatbě, při které jel svatební průvod na oddavky z Malhostovic do vedlejší vesnice. V půli jejich cesty se ale rozezněly zvony vyzývající k polední modlitbě. Na to však svatebčané nebrali ohled, za což údajně zkameněli. Tak si lidé vysvětlovali neobvyklé tvary kamene připomínající bránu a povoz s koňmi.

## Galerie

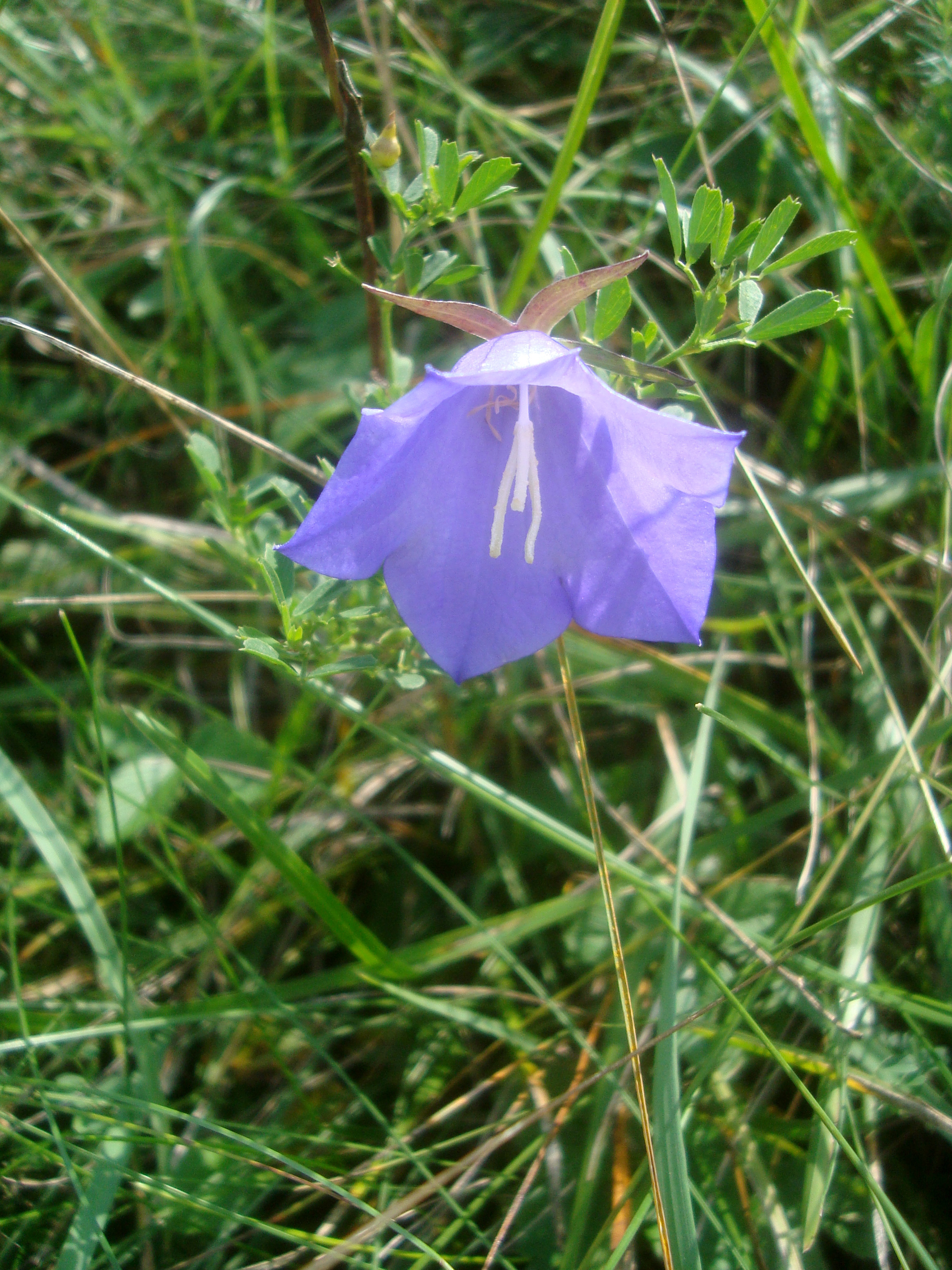
Zvonek broskvolistý
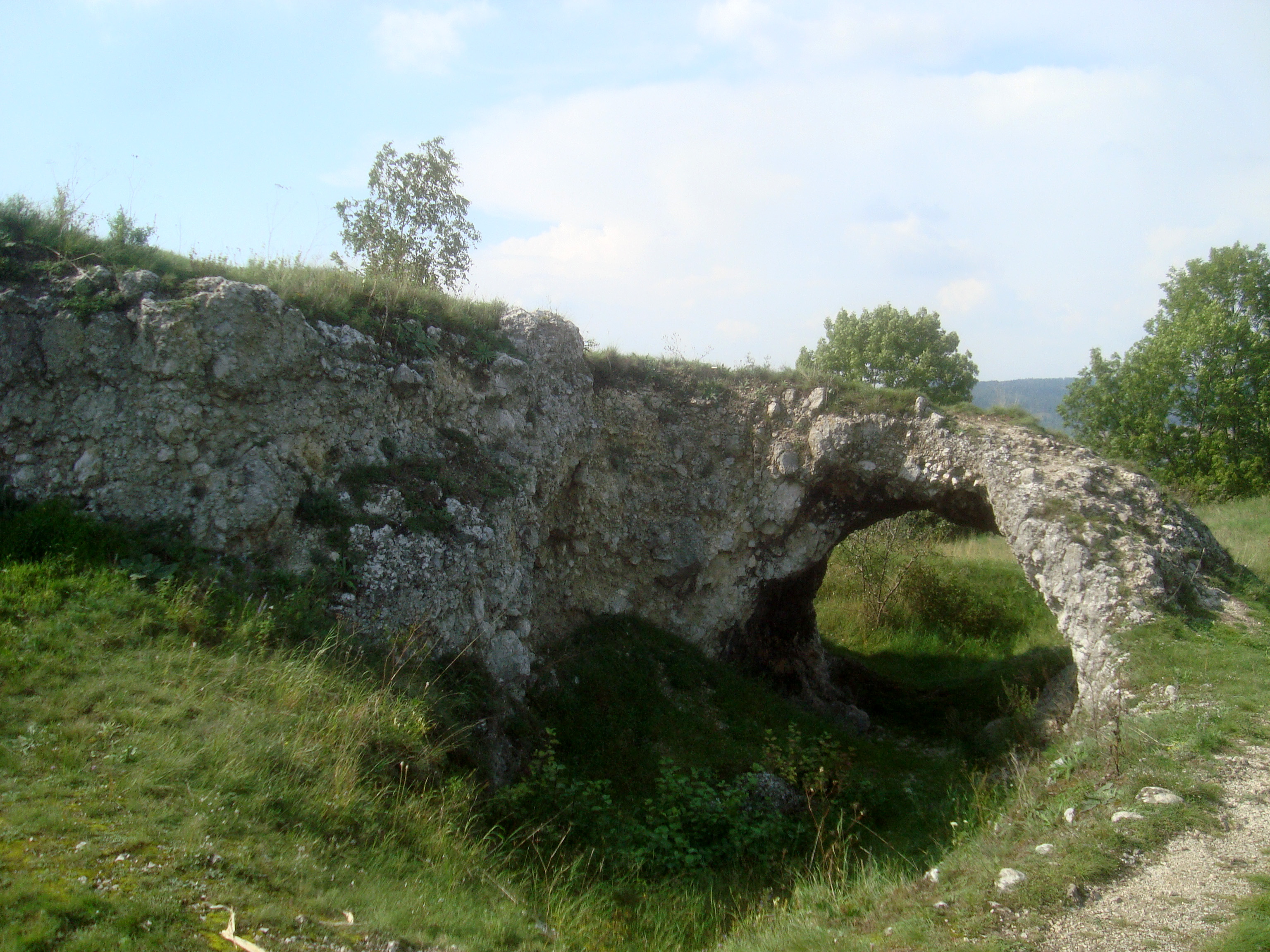
Brána na Drásovském kopečku
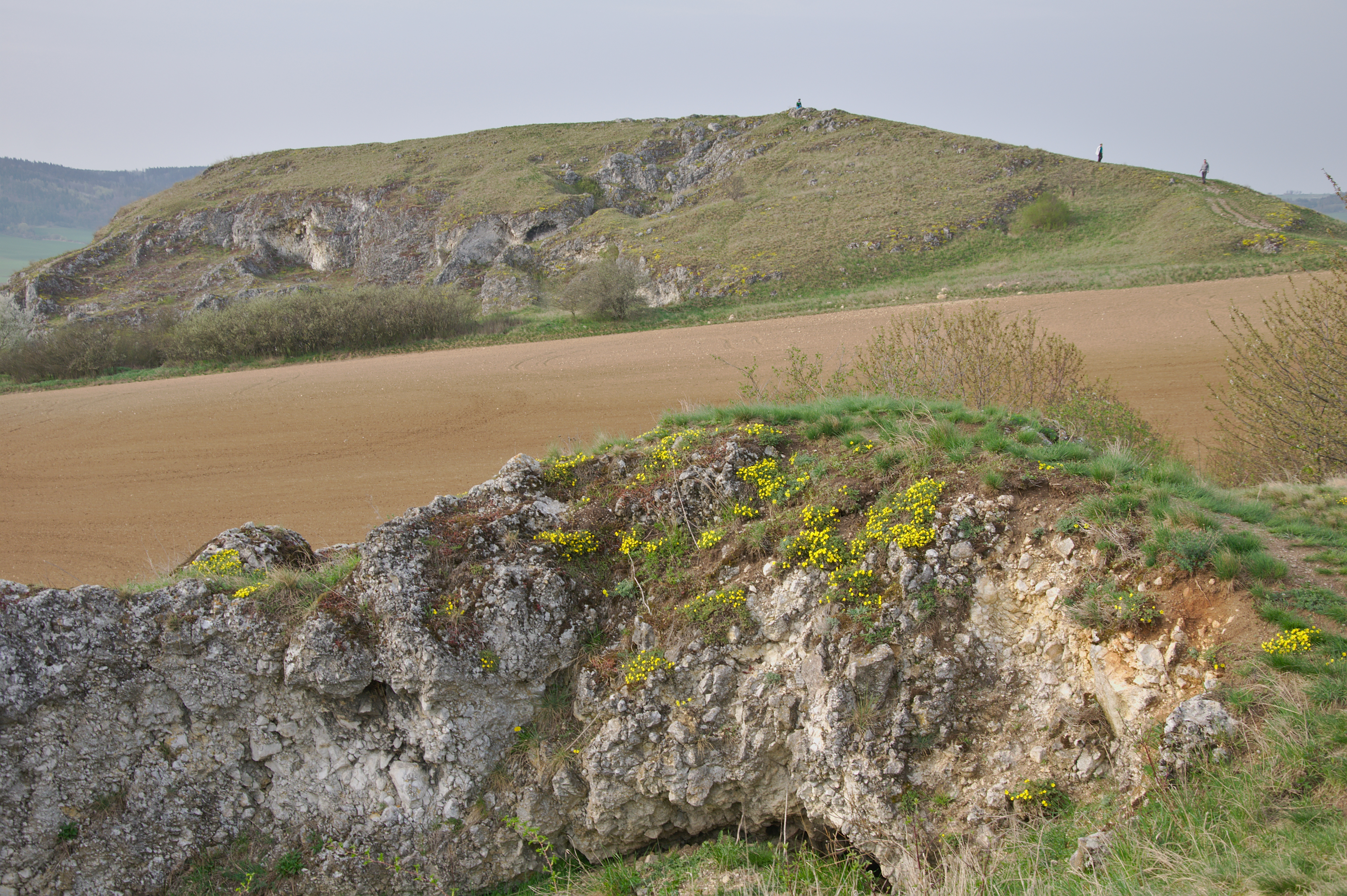
Pohled z Drásovského kopečku na Malhostovickou pecku
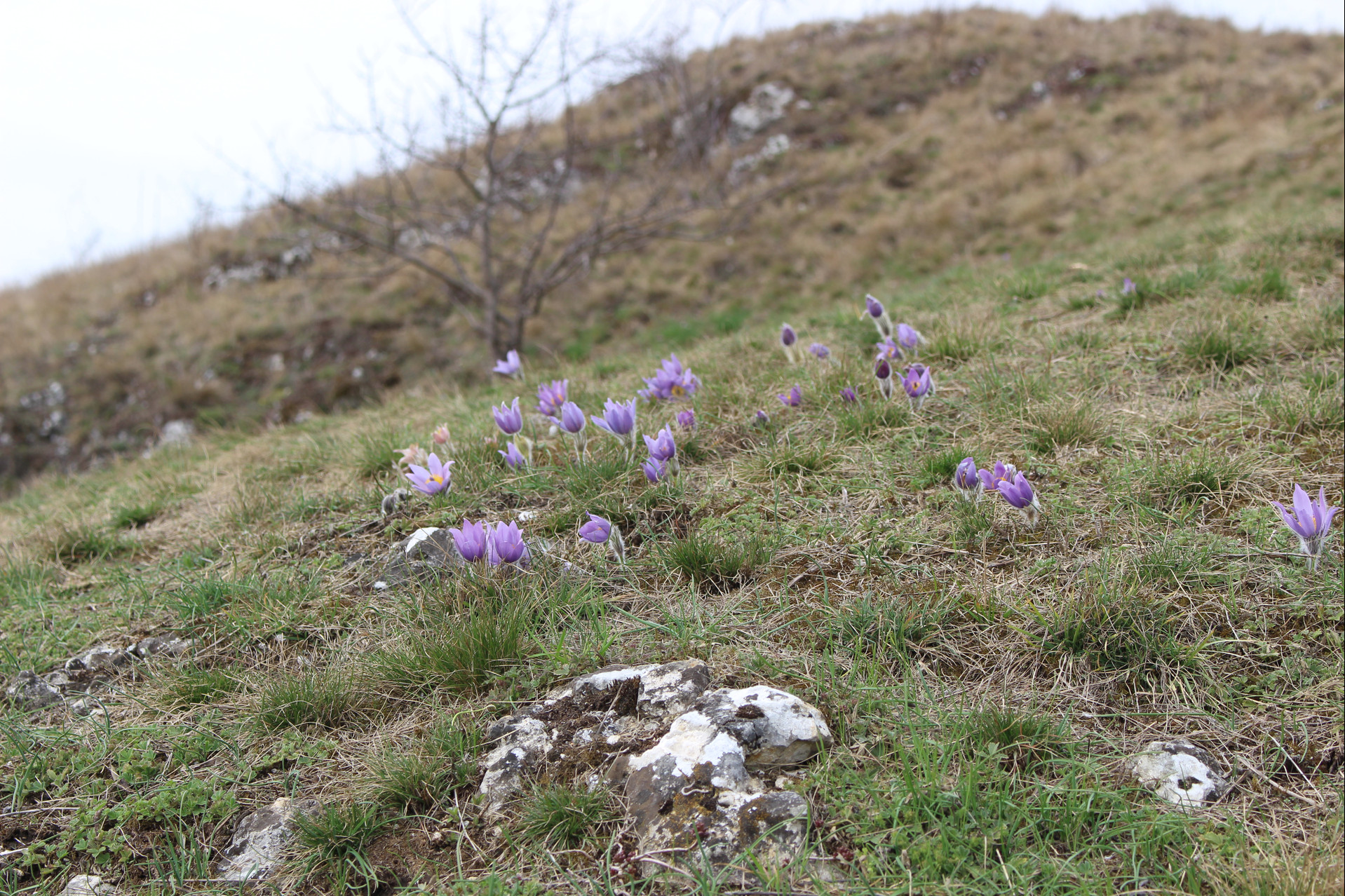
Louka s kvetoucím koniklecem
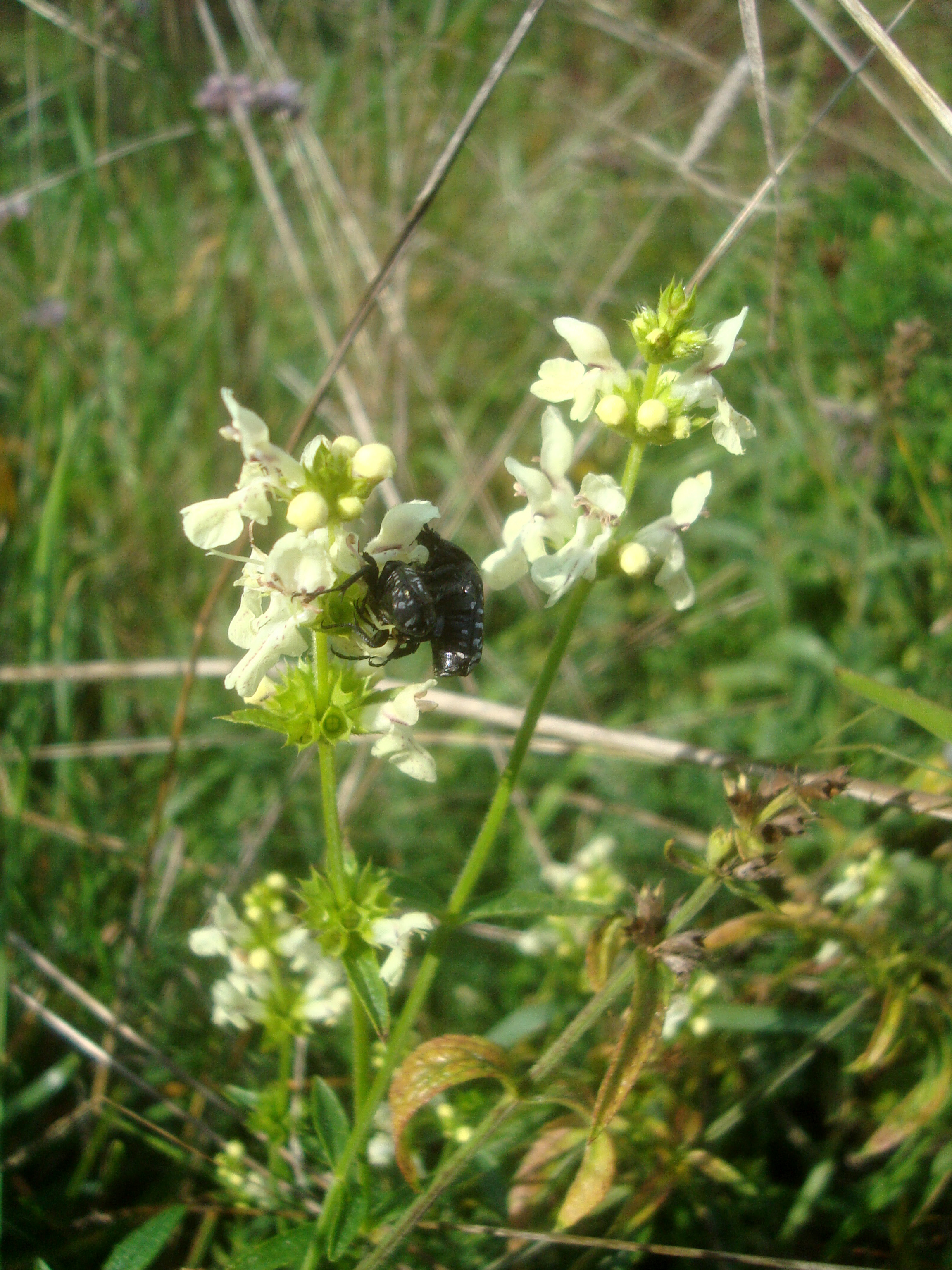
Čistec přímý